# Pétrel à collier
Pterodroma brevipes
Espèce
Statut de conservation UICN

 VU C2a(i);D1 : Vulnérable
Le Pétrel à collier (Pterodroma brevipes) est une espèce d'oiseaux de la famille des Procellariidae. Elle était et est encore parfois considérée comme une sous-espèce du Pétrel de Gould (P. leucoptera).

## Répartition
Cet oiseau est réparti en deux sous-espèces :
- P. b. brevipes (Peale, 1849) — Fidji et Raivavae (îles australes, Polynésie)
- P. b. magnificens Bretagnolle & Shirihai, 2010 — Vanua Lava (Vanuatu)